# Vaskos mozsárütőgomba
A vaskos mozsárütőgomba (Clavariadelphus pistillaris) a Gomphaceae családba tartozó, Európában és Észak-Amerikában honos, lomberdőkben élő, nem ehető gombafaj.

## Megjelenése
A vaskos mozsárütőgomba termőteste 5–25 cm magas, 2–6 cm vastag, alakja felfelé vastagodó bunkószerű, néha oldalról kissé lapított. A teteje kiszélesedő, lekerekített. Színe fiatalon sárgás, bőrszínű, idősen barnássárgás, vörösessárgás. Felülete eleinte sima, később ráncossá, barázdálttá válik.
A spóratermő réteg a felső rész felületén található.
Húsa fiatalon sajtkeménységű, idősen szivacsos. Színe fehéres, sérülésre lilásbarnává válik. Szaga nem jellegzetes, íze kesernyés.
Spórapora fehér. Spórája ellipszis alakú, sima, inamiloid, mérete 11-16 x 6-10 µm.

### Hasonló fajok
A lapos mozsárütőgomba teteje lapított és inkább fenyvesekben nő. 

## Elterjedése és termőhelye
Európában és Észak-Amerikában honos. Magyarországon ritka.
Lomberdőkben (főleg bükkösökben) él, az avar szerves anyagait bontja. Júliustól októberig terem.
Nem ehető, vizsgálták viszont szelén és cink tartalma miatt, illetve antioxidáns tulajdonságai is ismertek.

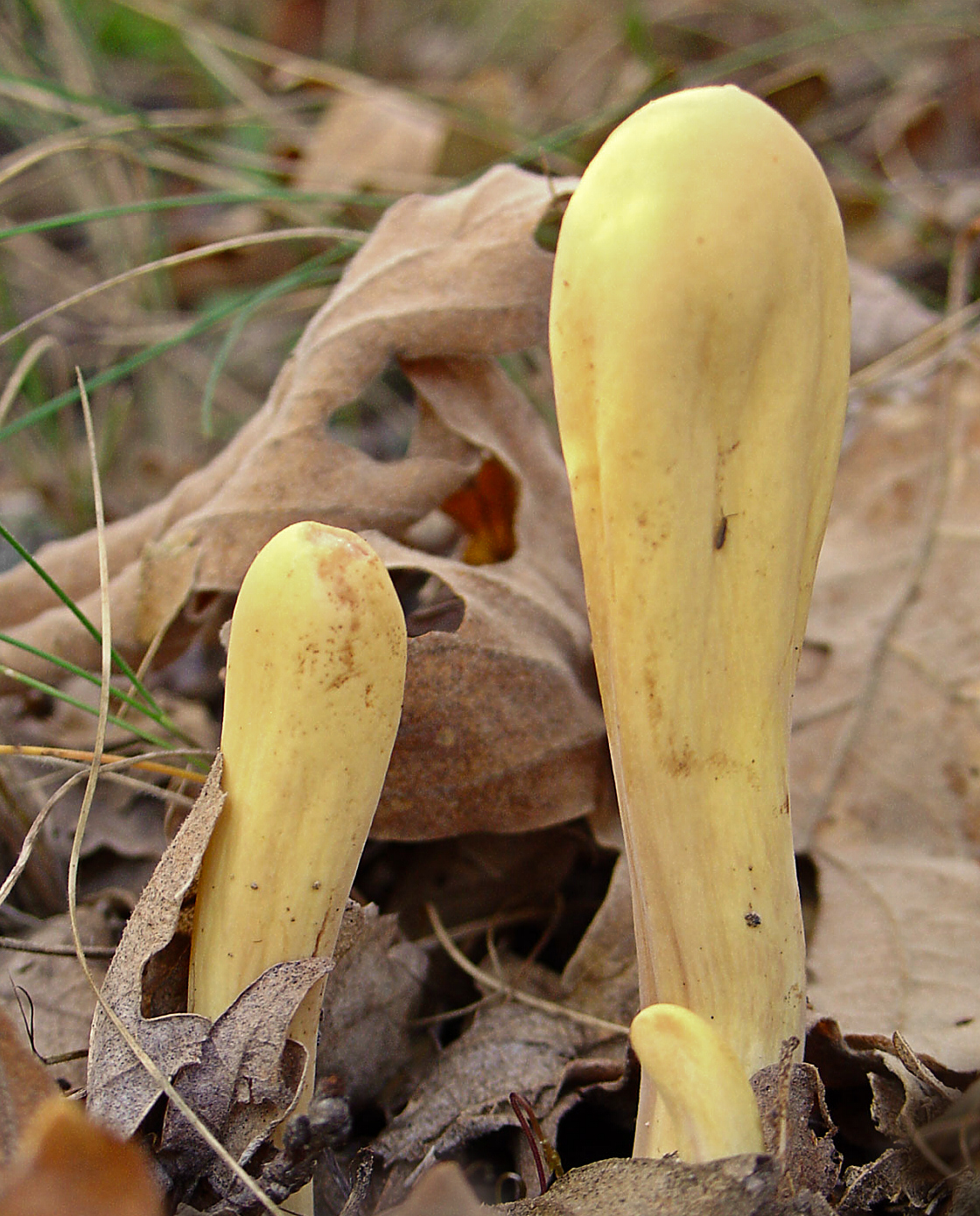
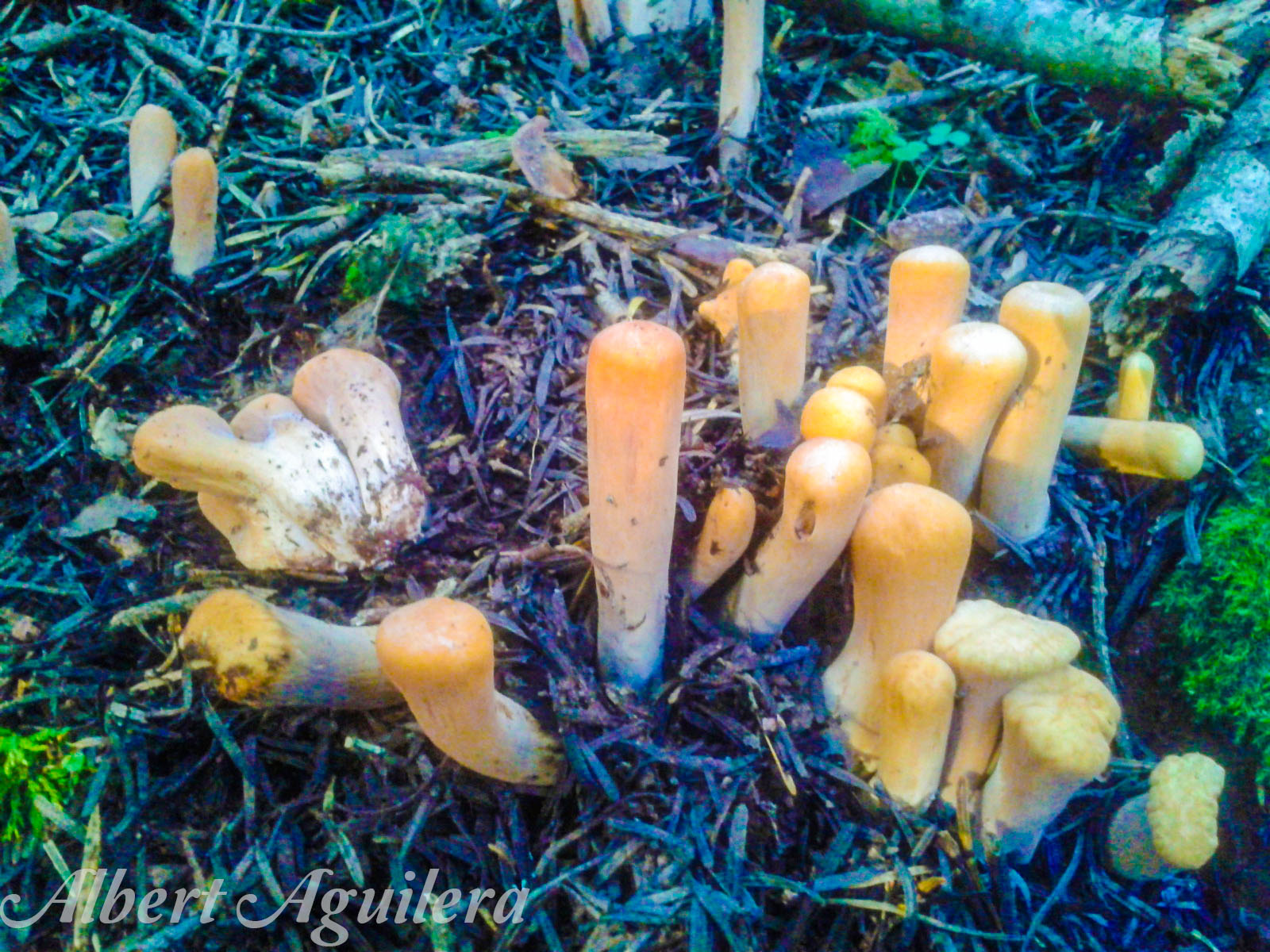
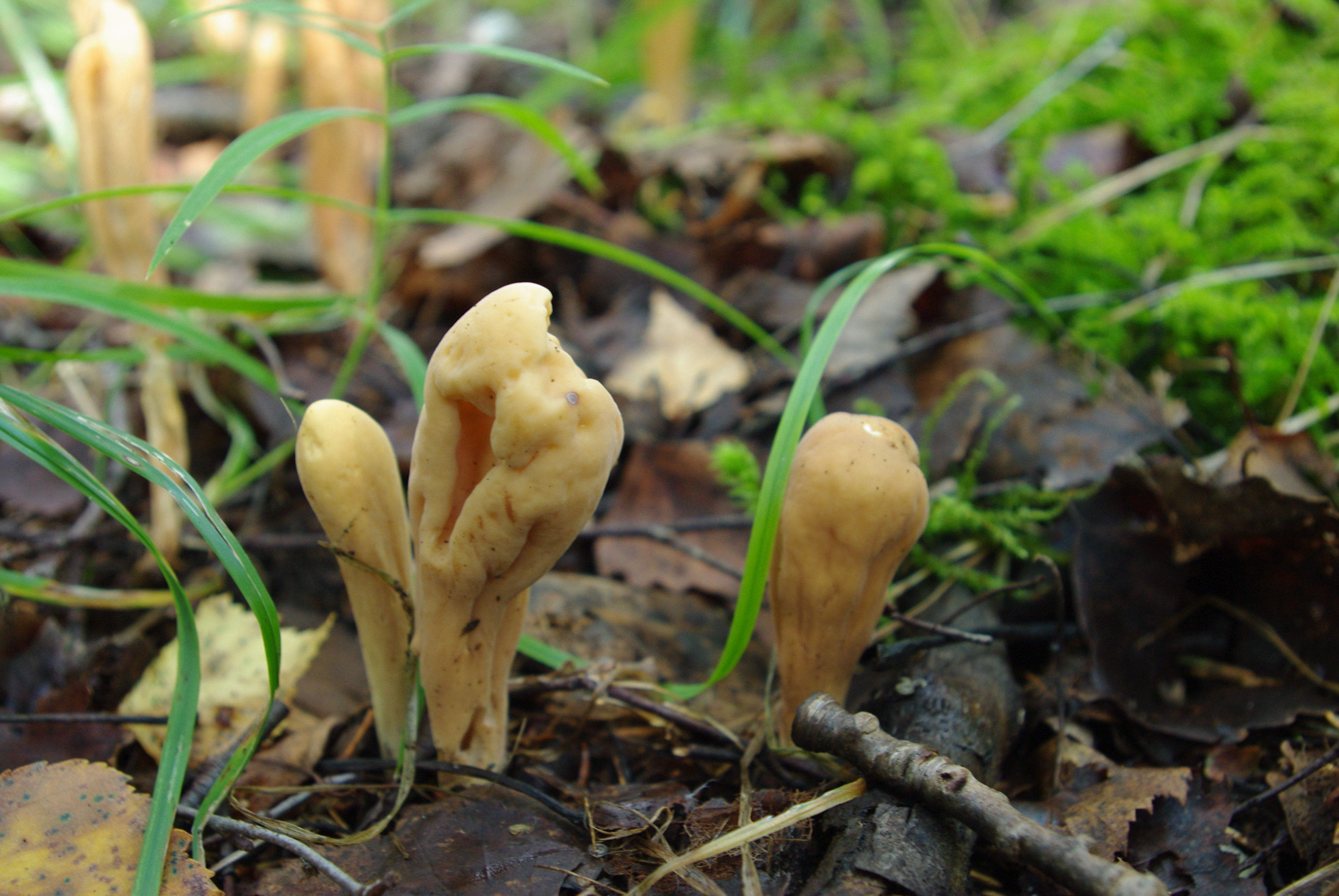
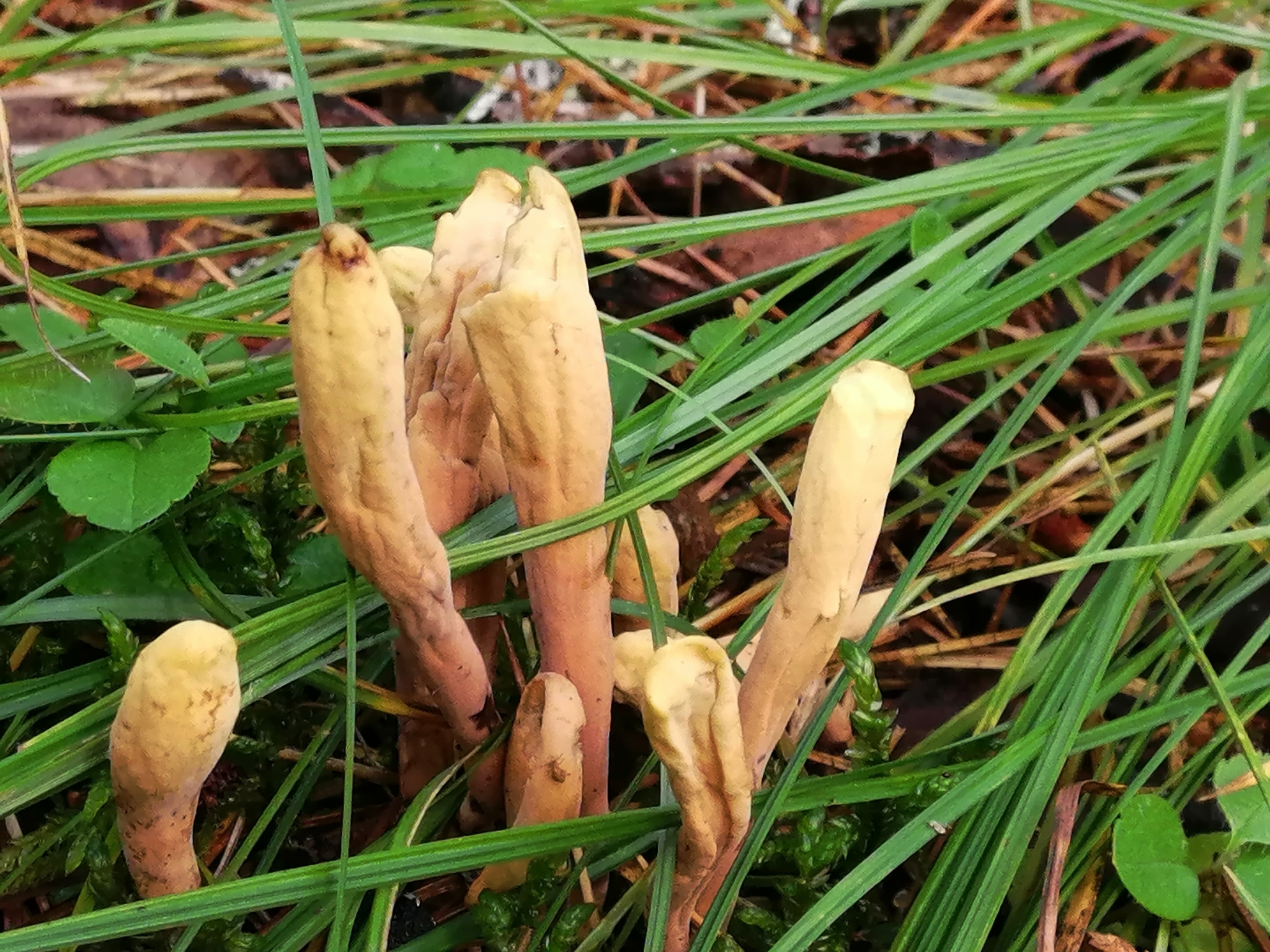
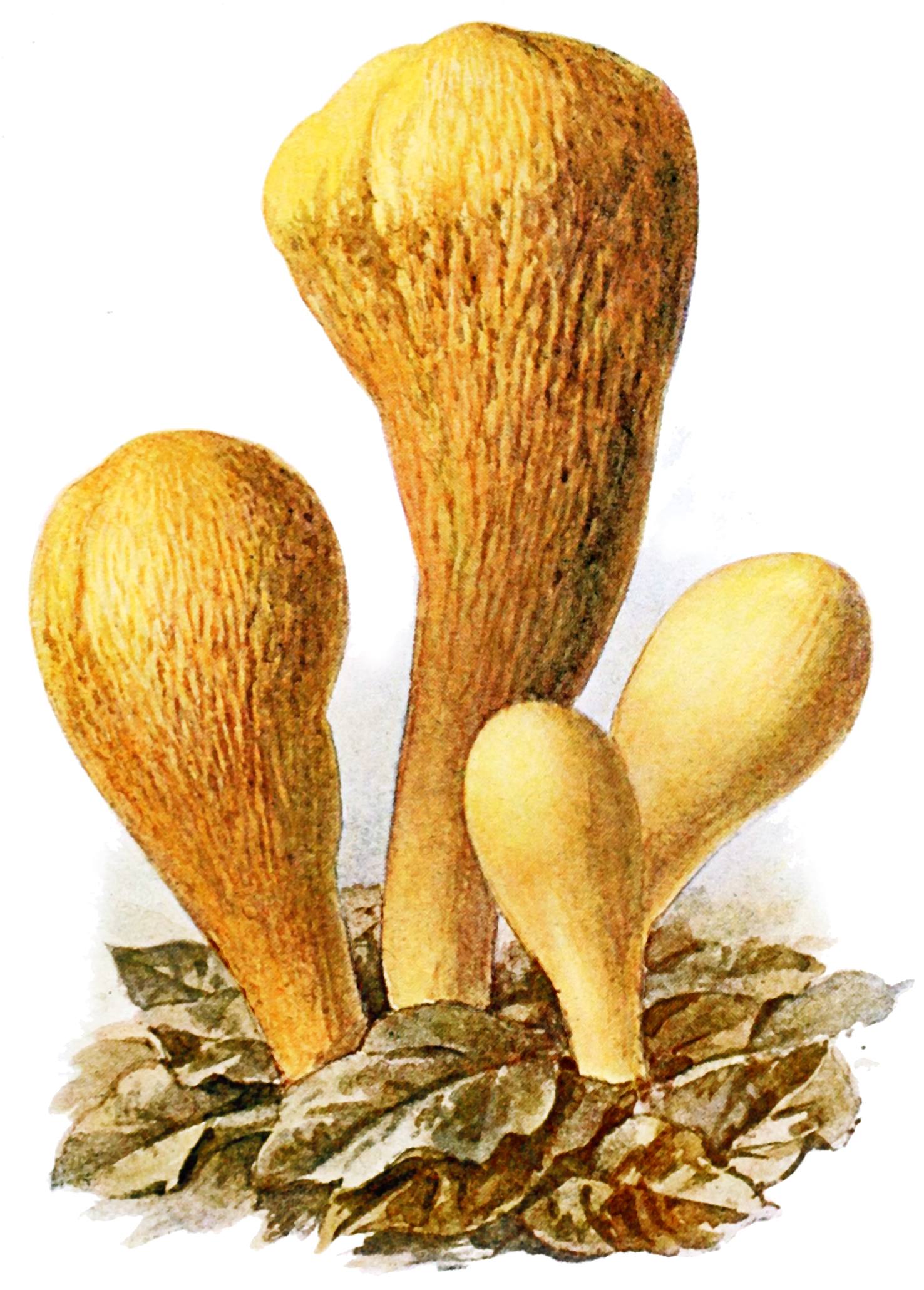